# Rumex ellipticus
Rumex ellipticus là một loài thực vật có hoa trong họ Rau răm. Loài này được Greene miêu tả khoa học đầu tiên năm 1901.